# Douglas superstizioso
Douglas superstizioso (When the Clouds Roll By) è un film muto del 1919 diretto da Victor Fleming.
È anche conosciuto in Italia coi titoli alternativi Quando le nuvole se ne vanno e Quando le nuvole volano via.

## Trama
L'amabile newyorkese Daniel Boone Brown diventa la vittima degli esperimenti psicologici di uno scienziato pazzo. Per diversi giorni il dottor Ulrich Metz scombina la vita di Daniel, provocandogli malessere, sonno agitato, un carattere nervoso e irritabile, ritardo per il lavoro, e superstizioni che causano preoccupazione e paura. Diversi mesi dopo il calvario, uno dei tirapiedi di Metz, assunto come autista di Daniel, gli dà come spuntino di mezzanotte cipollotti, aragosta, crostini al formaggio e torta natalizia. È visibile il contenuto del suo stomaco che provoca a Daniel dolore e angoscia, nonché incubi nitidi e surreali. Riuscirà Metz a portare Daniel al suicidio?

## Distribuzione
Venne distribuito nei cinema statunitensi il 28 dicembre 1919 distribuito dalla United Artists, stessa casa che lo distribuì in Italia nel 1924.